# Vasilij Golovnin
Vasilij Michajlovitj Golovnin (på russisk Василий Михайлович Головнин]) (8./19. april 1776 i Gulynki, i Rjasan-guvernementet, Rusland – 29. juni/11. juli 1831 i Sankt Petersborg) var en russisk søfarer, viceadmiral, og korresponderende medlem af Sankt Petersborgs Videnskabsakademi (1818).

## Opvækst og karriere
Vasilij Golovnin blev født i april 1776, i landsbyen Gulynki i Rjasan Oblast', på sin fars gods. Både hans far og farfar havde tjent i den russiske hær som eliteofficerer i Preobrasjenskijlivgarden (Tsarens livgarde russisk: лейб-гвардии Преображенский полк) . Golovnin stod til at følge familietraditionen, men hans far døde, mens han stadig var barn, og i en alder af tolv blev han indskrevet på det russiske flådeakademi som kadet. Han dimitterede fire år senere i 1792.
Golovnin trådte i aktiv tjeneste som kadet i maj og juni 1790, og deltog som sådan i en række søslag mod svenskerne. [6] Han var med på flere krigstogter mellem 1793 og 1798. Fra 1798 til 1800 fungerede han som adjudant og tolk for viceadmiral M. K. Makarov, kommandør for en russisk eskadre, der sammen med den britiske flåde opererede i Nordsøen. I 1799 deltog han i en landgangsoperation ved Hollands kyster.
På ordre af tsar Aleksander 1. blev Golovnin sammen med flere andre russiske officerer sendt afsted for at dygtiggøre sig yderligere ombord på britiske skibe. Han tjente tre år (1802-1805) i den britiske flåde under Admiral Nelson, Collingwood, og Cornwallis.
I 1806 vendte han tilbage til Rusland. Her begyndte han at systematisere den russiske flådes signaler efter engelsk forbillede.

## Dianasrejse
I 1806 fik han med rang af kun løjtnant kommandoen over den tremastede kanonbåd Diana, et ombygget tømmertransportskib. Med det foretog han sin første verdensomsejling (1807—1809) med det formål at undersøge det nordlige Stillehav og sejle forsyninger til Okhotsk.
Diana sejlede fra Kronstadt den 7. juli 1807. Et hårdt uvejr i april 1808 forhindrede «Diana» i at gå om Kap Horn. I stedet besluttede Golovnin at gå syd via Kap det Gode Håb for at tage forsyninger ind. Han ankrede op ved havnebyen Simon's Town den 3. maj 1808, uvidende om, at forholdet mellem Rusland og England siden hans afrejse var blevet fjender og at hans land nu var allieret med Frankrig. Diana blev tilbageholdt som et fjendtligt skib, og Golovnin og hans besætning måtte tilbringe over et år som fanger på skibet, mens man ventede på besked fra London. Han frygtede, at intet ville ske og planlagde flugt. Den 28. maj 1809 var vindforholdene perfekte og sigtbarheden begrænset. Besætningen kappede ankertovene og slap usete ud af havnen forbi flere engelske krigsskibe. Såsnart englænderne opdagede flugten, satte forfølgelsen ind, men formåede ikke at indhente Diana, som sejlede sikkert til Kamtjatka. 
I 1816 udsendte Golovnin en beretning på russisk om rejsen, tilbageholdelsen og flugten.

## Fangenskab i Japan
I 1811 fortsatte Golovnin det arbejde med at kortlægge øgruppen Kurilerne, som blev påbegyndt i første halvdel af 1700-tallet af danskeren Morten Spangberg. 
Under udforskningen af øen Kunashir, lokkede japanerne Golovnin i land, hvor han blev pågrebet og anklaget for at have forbrudt sig mod Sakoku (Japans politik, der forbød udlændinge adgang til landet). Han og hans besætning var i to år japanernes fanger på øen Hokkaido. Efter et fejlslagent flugtforsøg besluttede Golovnin at udnytte tiden til at lære sig japansk og sætte sig ind i landets kultur og traditioner

## Befrielse
I 1813 kom den russiske flådekaptajn Pjotr Rikord (russisk: Пётр Иванович Рикорд) de fangne til undsætning. Ved hjælp af en rig japansk købmand, Takadaya Kahei, blev de løsladt og kunne vende tilbage til Rusland. Golovnins værk om fangenskabet og ikke mindst beskrivelsen af Japan blev straks en vigtig kilde til indsigt i det lukkede land. Bogen blev oversat til en række sprog, herunder dansk. 

## Kamtjatka-ekspeditionen
I 1817 fik Golovnin kommandoen over fregatten Kamtjatka, som også skulle foretage en jordomrejse med det formål at inspicere de russiske besiddelser i det nordlige Stillehav. Bl.a. skulle han udfærdige en detaljeret rapport om forholdet mellem den eskimoiske befolkning på øen Kodiak Island og det Russisk-Amerikanske Kompagni. 
Men som forskere på ekspeditionen var blandt andre Fjodor Litke (russisk: Фёдор Петрович Литке), Fjodor Matjusjkin (russisk: Фёдор Фёдорович Матюшкин), og Ferdinand von Wrangel. 
Tilbagerejsen udgik fra Petropavlovsk på Kamtjatka, hvor den danske naturforsker Morten Wormskiold opholdt sig ufrivilligt efter at måttet forlade Rjurik-ekspeditionen året forinden. Wormskiold blev antaget som naturvidenskabelig medarbejder på ekspeditionen. Danskeren bidrog ikke kun med biologiske, hydrologiske og meteorologiske iagttagelser. Han kunne også ud fra sit førstehåndskendskab til det grønlandske sprog slå fast, at befolkningens sprog på Kodiak var beslægtet med grønlændernes.
Efter sin tilbagekomst til Rusland i september 1819 udgav Golovnin sin rejseberetning, som beskriver ekspeditionens møder med bl.a. befolkningerne på Kodiak og Hawaii. 

## Senere år
I 1821 blev Golovnin udnævnt til vicedirektør for det Russiske Marinekorps og senere, i 1823 til general i flåden. Han stod for ledelsen af skibsbygning og for artilleri-afdelingen. Under hans tilsyn blev der bygget over 200 skibe, herunder Ruslands første dampskib. 
Golovnin døde af kolera under en epidemi, der hjemsøgte den russiske hovedstad i 1831. 

Han er begravet på Mitrofan-kirkegården (russisk: Митрофаниевское кладбище) i Skt. Petersborg.